# Jack Stacey
Jack William Stacey (6 d'abril de 1996) és un futbolista professional anglès que juga de defensa o centrecampista per l'AFC Bournemouth de la Premier League.